# Кровяная мука
Кровяна́я мука́ — удобрение и корм для животных, получаемое из отходов мясного производства. Обычно представляет собой высушенную кровь коров, свиней, кур.

## Удобрение
Широко используется в качестве азотного удобрения.

## Корм
Является белково-витаминной добавкой к корму свиней, птицы, пушного зверя, рыб.
Содержит большое количество белка (около 80 %), железа (900 мг/кг); является источником аминокислот треонина (0,05 % в свободной форме), гистидина (5 %), лизина, метионина.
Во многих странах уменьшается использование кровяной муки в кормовых целях в связи с опасностью передачи с кровью коровьего бешенства.

## Производство
Существуют два способа приготовления кровяной муки: высоко- и низкотемпературный.
По первому способу кровяную муку готовят коагуляцией крови перегретым паром с последующим прессованием, сушкой и размолом. Произведённая по этому способу кровяная мука не растворяется в воде.
Вторым способом кровь высушивают в вакуум-выпарных установках при температуре 55 °С. Такая кровяная мука хорошо растворяется в воде.

## Кормовые качества
По кормовым качествам кровяная мука, высушенная при низких температурах, значительно лучше полученной при высокотемпературной обработке. В кровяной муке хорошего качества содержится до 9 % воды, 3 % жира, 6 % золы и не менее 80 % протеина.
Энергетическая ценность 1 кг кровяной муки составляет 14 МДж обменной энергии. Она содержит 67 % переваримого протеина, 0,45 — кальция и 0,31 % фосфора. Протеин кровяной муки по сравнению с протеином других кормов животного происхождения значительно богаче лизином, цистином, гистидином и несколько беднее изолейцином.